# Schlettereriella pulchripennis
Schlettereriella pulchripennis är en stekelart som först beskrevs av Szepligeti 1913.  Schlettereriella pulchripennis ingår i släktet Schlettereriella och familjen bracksteklar. Inga underarter finns listade i Catalogue of Life.